# Miroslav Bendík
Miroslav Bendík (* 12. října 1945) byl slovenský a československý politik a bezpartijní poslanec Sněmovny národů Federálního shromáždění za normalizace.

## Biografie
K roku 1971 se profesně uvádí jako zámečník. Ve volbách roku 1971 zasedl do slovenské části Sněmovny národů (volební obvod č. 108 - Brezno, Středoslovenský kraj). Ve FS setrval do konce funkčního období, tedy do voleb roku 1976.